# Бабеш, Винсент
Винсент Бабеш (рум. Vincenţiu Babeş; 21 января 1821, Ходони — 22 января 1907, Будапешт) — румынский адвокат, преподаватель, журналист, политик, член и один из основателей Румынской академии; отец физика и биолога Виктора Бабеша.

## Биография
Винсент Бабеш родился 21 января 1821 года в городе Ходони в Банате в крестьянской семье.
Рано оставшись сиротой, Бабеш уже с самых юных лет должен был жить собственным трудом, но это не помешало ему блестяще окончить как среднее, так и высшее образование.
После окончания курса богословских и юридических наук в Пештском университете, Бабезиу был пригашен профессором в Богословский институт в город Арад, а в 1849 году сделан директором народных школ в Банате.
В октябре 1849 года Винсент Бабеш был послан в столицу Австрии город Вену с депутацией от всего румынского народа, в качестве представителя румынской епархии Арада и многих деревенских общин. Некоторое время спустя, он был прикомандирован к министерству юстиции для просмотра и редактирования румынского текста свода законов. Затем он работал при кассационной палате в Вене, состоя в то же время членом кассационной палаты в Будапеште. Преследования, которым в то время подвергались венгерцы, вынудили его оставить занимаемые им должности, но вскоре он вновь был избран депутатом в венгерскую палату, где он сыграл значительную роль в политическом движении венгерских румын.
Литературная деятельность Винсента Бабеша началась в 1843 году, когда он стал помещать в «Трансильванской газете» многочисленные статьи по политической экономии. Кроме того отдельные его произведения и стихотворения публиковались и в других журналах. Но, по мнению ряда критиков, главная его заслуга состоит в редактировании журнала «Пчела».
Винсент Бабеш скончался 22 января 1907 года в городе Будапеште.